# Soissons
Soissons é uma comunidade no norte da França, localizada no Rio Aisne, a 100 quilómetros de Paris e com população estimada de 29.453. No período romano era conhecida como Augusta dos Suessiões (em latim: Augusta Suessionum)